# Bad Iburg
Bad Iburg (pronunciación en alemán: /baːt ˈiːbʊʁk/ⓘ) es una comunidad ubicada en el distrito de Osnabrück, en Baja Sajonia.
Bad Iburg es conocido por su castillo de origen medieval, que durante más de siete siglos fue la residencia del obispo de Osnabrück. Se encuentra a 12 km al sur de Osnabrück, en las inmediaciones del Bosque Teutónico.

## Geografía
El Bosque teutónico (Teutoburger Wald) se ubica al norte de la región, limita al norte además con Georgsmarienhütte, al este con Hilter am Teutoburger Wald, al sur por Bad Laer y Glandorf así como al oeste por la ciudad perteneciente al estado de Renania del Norte-Westfalia denominada Lienen (distrito de Steinfurt).

## Monumentos
- Castillo de Iburg